# عباس‌آباد ملارضا
عباس‌آباد ملارضا، روستایی در دهستان عباس‌آباد بخش هلیل دشت شهرستان رودبار جنوب در استان کرمان ایران است.

## جمعیت
بر پایه سرشماری عمومی نفوس و مسکن در سال ۱۳۹۵، جمعیت این روستا برابر با ۱٬۱۷۳ نفر (۳۱۴ خانوار) بوده است.